# Antler
Antler — сінгапурський венчурний фонд, заснований у 2017 році. У 2023 році Pitchbook назвав компанію однією з найактивніших в усьому світі венчурною фірмою з інвестиціями в стартапи на початковій стадії фінансування за результатами 2022 року. Загальна кількість укладених угод склала 299.

## Історія компанії
У 2017 році Магнус Граймленд заснував Antler у Сінгапурі. Граймленд, випускник Гарвардського коледжу, раніше працював у McKinsey & Company, а потім разом із Rocket Internet заснував Zalora Group. Пізніше, Zalora Group стала частиною Global Fashion Group, де Граймленд став її головним операційним директором. В період роботи в Global Fashion Group Граймленд помітив, як працівники технічних спеціальностей часто залишали свої посади, щоб заснувати власний бізнес. Граймленд заснував Antler, щоб допомогти таким працівникам створювати нові компанії.

## Модель роботи
Antler створив комбіновану програму бізнес-інкубатора та стартап-акселератора, яка триває кілька місяців і складається з двох фаз. Програма «Residency» від Antler допомагає підприємцям знайти співзасновників і команди, які будуть спільно розвивати бізнес-ідеєю. Antler також інвестує в стартапи створені завдяки цій програмі. Перша програма була запущена в Сінгапурі у 2018 році, де 1400 осіб подали заявки, 62 були прийняті, та обрано 13 компаній за результатами розгляду.
Попри те, що основним фокусом Antler є інвестування в компанії на ранніх стадіях, у 2021 році вона заявила, що розглядає можливість фінансування компаній до серії C. А у 2023 році Antler залучила додатково 285 мільйонів доларів США для інвестування в компанії на більш пізніх стадіях.
Станом на травень 2022 року Antler інвестував у понад 450 стартапів. Кожна восьма інвестиція Antler зазнала невдачі. Наразі Antler поки що не випустила жодного Єдинорога (Unicorn), але здійснила кілька значних виходів, а деякі з її компаній принесли суттєві прибутки.
Інвесторами Antler є такі особи, як Едуардо Саверін і Крістен Свеас, а також такі установи, як Canica, Credit Saison, International Finance Corporation, Schroders, Vækstfonden і Phoenix Group.
Antler має офіси в Азійсько-Тихоокеанському регіоні, Європі та Північній Америці. Додаткові офіси відкриті в Найробі, Кенія у 2019 та в Сан-Паулу, Бразилія у 2022.